# ديفيد لوي (لاعب كريكت)
ديفيد لوي (12 يناير 1979 في المملكة المتحدة - ) (بالإنجليزية: David Lowe)‏ هو لاعب كريكت بريطاني. لعب مع Hertfordshire County Cricket Club ‏.

## وصلات خارجية
- ديفيد لوي على موقع إي آس بي آن كريك إنفو (الإنجليزية)